# Философское кафе
Философское кафе (фр. Le café philosophique) — внеинституциональная форма организации философского диалога, в которой стерта грань между семинаром и кофе-брейком.

## История
Восходит к античному философскому пиру учеников Сократа. Непосредственными предшественниками философских кафе считаются литературные салоны. По некоторым сведениям, на формирование философских кафе повлиял телевизионный жанр ток-шоу, где участники разделены на три категории: ведущий, докладчик и слушатели. В новейшей традиции cafe-filo, которую современные исследователи начинают с Марка Соте (фр. Marc Sautet) и с его «Кафе маяков» на площади Бастилии в Париже.

## Правила
1. Выступление модератора, в котором он представляет всем участникам тему и докладчика.
2. Установочное сообщение около (15-20 минут) — речь автора, предлагающего на суд публики ряд тезисов, желательно связанных между собой.
3. Возможность по ходу изложения задавать вопросы докладчику приветствуется, но не до излишней назойливости. Корректно и кратко. В идеале — это вопросы уточняющего характера, не содержащие скрытых утверждений, полемики или угроз авторской концепции.
4. Коллективное обсуждение представленных положений, то и дело направляемое модератором по качеству и количеству.
5. Резюме сказанному, данное модератором или кем-то из участников.

## В России
С 2002 года в Санкт-Петербурге в помещениях андеграунда Пушкинская, 10 открылось первое в России философское кафе, в работе которого принимали участие такие известные авторы, как Секацкий (2003), Дмитрий Пучков и Илья Кормильцев (2006). Петербургское философское кафе (модераторы — Анатолий Власов и Алла Митрофанова) проходит регулярно и имеет свою страницу в фейсбуке. Основной круг обсуждаемых вопросов связан с идеями французского постмодернизма, лакановского психоанализа и современных левых теорий. (С января 2013 года Анатолий Власов параллельно c философским кафе и в таком же формате проводит встречи «Death Cafe»). Философское кафе функционирует в Ростове-на-Дону и имеет свою страницу «в контакте». В 2006 году философское кафе открылось и в Томске. К сожалению, оно просуществовало недолго. 23 октября 2010 года во Дворце Искусств им. А. М. Малунцева состоялось открытие первого в Омске и четвертого в России философского кафе «Фи-бомонд». Существовало несколько планов открытия философского кафе в Москве. В частности, подобные замыслы высказывали в 2012 году в интервью с основателем петербургского философского кафе Анатолием Власовым организаторы неакадемического философского проекта «Другие.ру»Юрий Балушкин и Алексей Фирсовhttps://vimeo.com/40799656. Некоторым прообразом философского кафе были регулярные встречи участников проекта «Другие.ру» в период 2011—2012 годов, на которых спонтанно обсуждались философские вопросы и проводилось коллективное интервьюирование актуальных философов.
С августа 2009 года действует группа «Философское кафе», организованная учениками Вадима Васильева Евгением Логиновым, Андреем Мерцаловым и Иваном Фоминым. Группа имеет паблик «ВКонтакте» и проводит периодические встречи, формат которых, однако, отличается от принятого в практике возникших ранее кафе-фило, будучи более спонтанным и подвижным. Члены сообщества выпускают философский журнал «Финиковый компот». Существует группа в Фейсбуке и страница на блогпосте.
С ноября 2013 года существует еще одна московская группа, связывающая себя с Философским кафе (её участники группируются вокруг часто «гастролирующего» в России поп-философа Оскара Бренифье).
В русскоязычной среде за пределами России с января 2002 года функционировало философское кафе в Вуппертале, организованное председателем германского отделения Союза литераторов России Анатолием Кутником. В настоящее время философское кафе с Анатолием Кутником проводит свои заседания в Москве и Харькове и имеет собственную страницу в Фейсбуке. В октябре 2014 года в издательстве «Крафт +» вышла книга «„Философское кафе“ Вупперталя».